# Кокшаріха
Кокшарі́ха (рос. Кокшариха) — присілок у складі Ірбітського міського округу Свердловської області.
Населення — 88 осіб (2010, 94 у 2002).
Національний склад населення станом на 2002 рік: росіяни — 99 %.